# NGC 5470
NGC 5470 ist eine 13,6 mag helle Spiralgalaxie vom Hubble-Typ Sb im Sternbild Jungfrau und 45 Millionen Lichtjahre von der Milchstraße entfernt.
Sie wurde am 17. April 1830 von John Herschel entdeckt.